# .zw
.zw је највиши Интернет домен државних кодова (ccTLD) за Зимбабве.